# Великокам'янка
Великока́м'янка — селище в Україні, у Довжанській міській громаді Довжанського району Луганської області. Населення становить 1148 осіб (за станом на 2013 рік).
Знаходиться на тимчасово окупованій території України.

## Історія
12 червня 2020 року, відповідно до Розпорядження Кабінету Міністрів України № 717-р «Про визначення адміністративних центрів та затвердження територій територіальних громад Луганської області», увійшло до складу Довжанської міської громади.
17 липня 2020 року, в результаті адміністративно-територіальної реформи та ліквідації  колишніх Довжанського (1938—2020) та Сорокинського районів, увійшло до складу новоутвореного Довжанського району.

## Люди
В селищі народилася Коваленко Катерина Андріївна (нар. 1920) — театральна акторка, народна артистка УРСР.